# هاتاوی

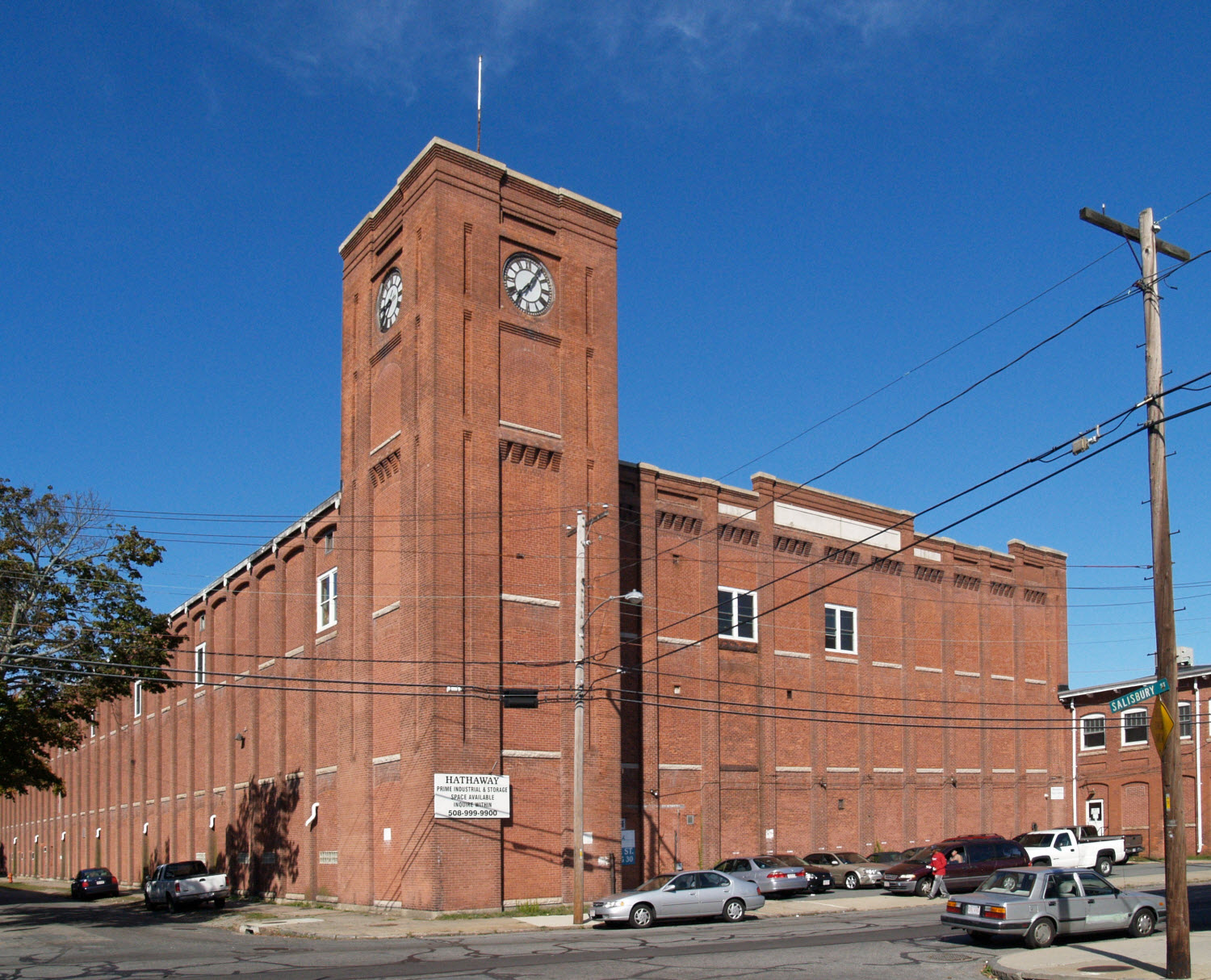
کارخانه مرکزی هاتاوی، در بدفورد جدید، ماساچوست

هاتاوِی (به انگلیسی: Hathaway) شرکت نساجی آمریکایی بود، که در سال ۱۸۸۸ توسط هوریشیو هاتاوی، در شهر بدفورد جدید، ماساچوست تأسیس شد.
این شرکت در سال‌های نخست در زمینه شکار نهنگ و فروش ظروف چینی فعالیت می‌کرد، که این تجارت، سود سرشاری را عاید هاتاوی می‌نمود.
پس از جنگ جهانی اول درپی کاهش تقاضای عمومی که حاصل رکود اقتصادی پس از جنگ بود، شرکت هاتاوی نیز وارد صنعت نساجی شد. هاتاوی میلز سال‌های رکود بزرگ را با مدیریت و سرمایه‌گذاری سیبوری استانتون پشت‌سر گذاشت.
شرکت هاتاوی در سال ۱۹۵۵ با شرکت برکشر ادغام شد، که در پی آن، شرکت برکشر هاتاوی تأسیس گردید. این شرکت امروزه از بزرگترین شرکت‌های جهان بشمار می‌آید.